# Hermya ditissima
Hermya ditissima är en tvåvingeart som först beskrevs av Speiser 1910.  Hermya ditissima ingår i släktet Hermya och familjen parasitflugor. Inga underarter finns listade i Catalogue of Life.